# Sennevoy-le-Haut
Sennevoy-le-Haut ist eine französische Gemeinde mit 121 Einwohnern (Stand: 1. Januar 2022) im Département Yonne in der Region Bourgogne-Franche-Comté (vor 2016 Bourgogne) im Osten Frankreichs. Die Gemeinde gehört zum Arrondissement Avallon und zum Kanton Tonnerrois (bis 2015 Cruzy-le-Châtel).

## Geografie
Sennevoy-le-Haut liegt etwa 56 Kilometer östlich von Auxerre. Umgeben wird Sennevoy-le-Haut von den Nachbargemeinden Cruzy-le-Châtel im Norden und Nordwesten, Gigny im Osten und Nordosten, Sennevoy-le-Bas im Osten, Jully im Südosten, Stigny im Süden sowie Gland im Nordwesten.

## Bevölkerungsentwicklung
| Jahr                      | 1962 | 1968 | 1975 | 1982 | 1990 | 1999 | 2006 | 2013 |
| ------------------------- | ---- | ---- | ---- | ---- | ---- | ---- | ---- | ---- |
| Einwohner                 | 198  | 185  | 180  | 172  | 155  | 157  | 155  | 129  |
| Quelle: Cassini und INSEE |      |      |      |      |      |      |      |      |

## Sehenswürdigkeiten

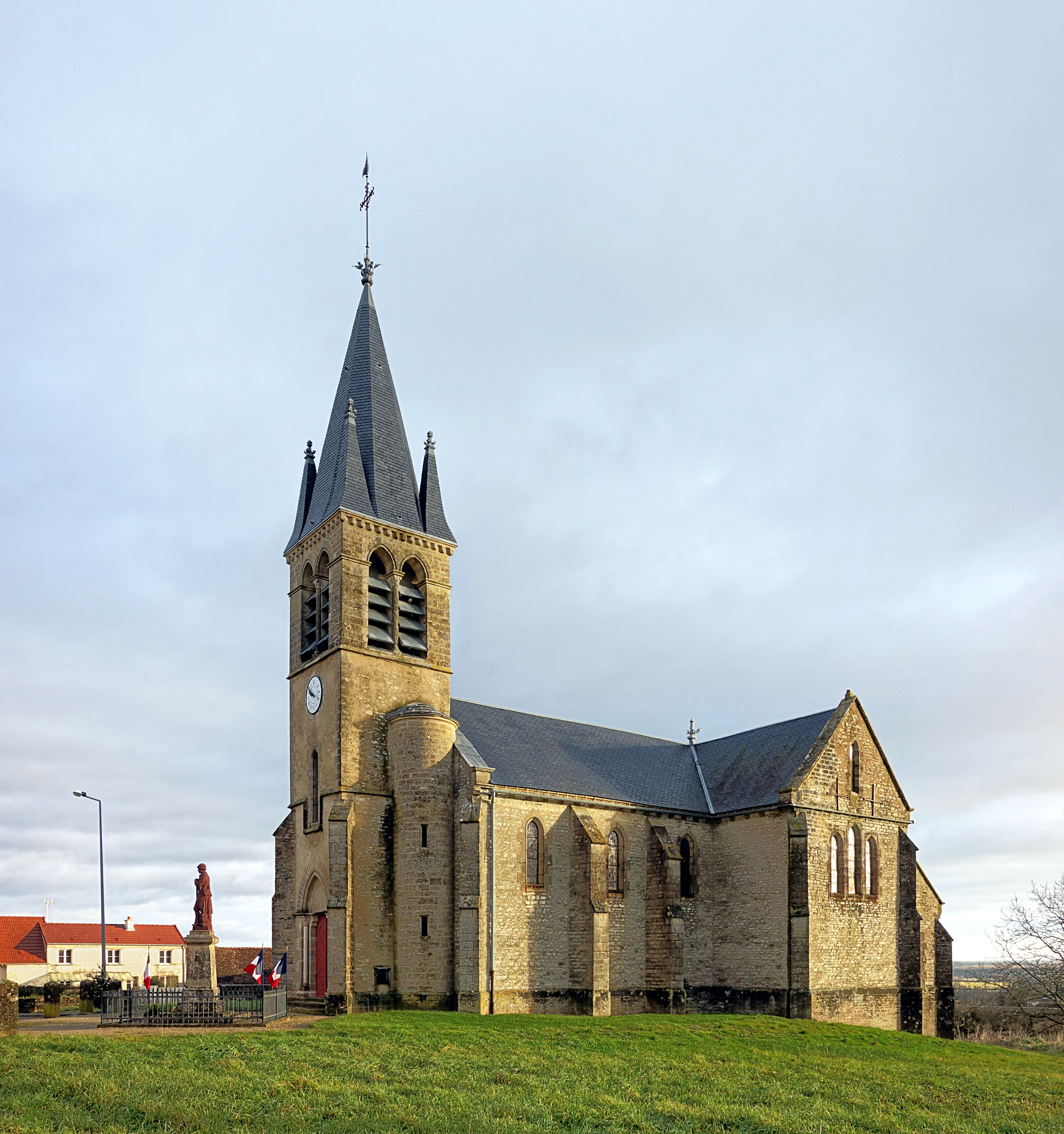
Kirche L'Immaculée-Conception

- Kirche L'Immaculée-Conception

## Persönlichkeiten
- François d’Arbaud de Porchères (1590–1640), Dichter und Mitglied der Académie française, starb in Sennevoy-le-Haut
- Baron du Potet (1796–1881), Esoteriker